# Milan Bandić
Milan Bandić (født 22. november 1955, død 28. februar 2021) var en kroatisk politiker. Han var borgmester i Zagreb, et ombud han blev valgt til fem gange.
Bandić repræsenterede tidligere Kroatiens socialdemokratiske parti, men forlod partiet for at stille til præsidentvalg mod socialdemokraternes officielle kandidat Ivo Josipović. I første valgomgang 27. december 2009 fik han næstflest stemmer af de tolv kandidater og gik videre til anden valgomgang 10. januar 2010, hvor han tabte til Josipović.